# Union culturelle et sportive de Sada
| \| Sada \| Le club est basé à Sada. |
| Sada                                |

Le club de l’Union culturelle et sportive de Sada est situé à Mayotte dans la ville de Sada. C'est le grand rival de l'AS Sada, l'autre club local.

## Historique
Créé en 1975, l’équipe Étoile polaire est le club en activité le plus ancien de la ville de Sada. Après des débuts difficiles, le club a remporté une coupe pour la première fois de son histoire dans les années 1980 contre l'Olympique de Pamandzi et accède la même année en Promotion d’honneur.
Mais la création d’un nouveau club, à savoir l’AS Sada a anéanti tous les espoirs de l’Étoile polaire. En effet cette nouvelle équipe a su séduire en les meilleurs éléments de sa future rivale. Commence alors la longue rivalité entre l'Étoile polaire et l'AS Sada.

### Période sombre
Le calvaire de l’Étoile polaire va durer au total 20 années, de 1982 à 2002. Le club retombe en Promotion de ligue en 1982, puis subit une succession de déceptions, puisque le club se plaçait toujours parmi les prétendants à la montée, mais la ligue de Mayotte en décidé autrement.
Pendant cette longue et douloureuse période de crise, le club a hérité des noms « Trangoumbi » du malgache « Maison des Buts » et Polairo » pour ne pas dire Étoile Polaire.

### Épopée
L’année 1995 marque un nouvel élan, puisque les dirigeants et sympathisants du club décident à l’unanimité cette année-là de remplacer le nom « Étoile Polaire » par « UCS Sada - Union culturelle et sportive de Sada », le nom Étoile Polaire soi-disant portant malheur (liyapizwa).
Mais 2001, restera sans doute gravée dans les esprits. Le club s’est structuré, notamment au niveau des jeunes, avec la formation de jeunes arbitres et de jeunes éducateurs qui vont par la suite encadrer les 6 catégories d'équipes des jeunes du club.
La même année, l’équipe senior a accédé à la promotion d’honneur avec succès, puisque, après deux matchs nuls, elle enregistre une longue série de victoires, qui conduit l’équipe jusqu’en DH, s’offrant même dans la foulée une demi finale de coupe de France en PH.

### Envol
Quatre ans du Promotion de Ligue à la Division d’honneur, c’est sous l’impulsion du succès et du slogan « c’est petit mais ça pique » que l’UCS Sada a fait rêver ses supporteurs et tout Gnambotiti.
En leur offrant même le premier derby de la ville en championnat de DH, c’est une première. Il faut dire que personne n’imaginait un jour, UCS Sada jouer contre l’AS Sada en DH.
C’est chose faite, et on attend que du spectacle entre les deux clubs désormais de la capitale de football de Mayotte.
Une chose est sûre, dans les prochaines années les rivalités entre les deux rives vont s’intensifier. Surtout avec la défaite du champion de l’océan Indien et vice champion d’outre-mer (Ass), lors du premier derby 1-0.

## Palmarès
Le tableau suivant récapitule les performances de l'UCS Sada dans les compétitions national et régionale.
| Compétitions nationales | Équipes réserves | Équipes féminines                                                                 |
| --- | ---------------- | --------------------------------------------------------------------------------- |
| - Championnat de Régional 2 (1) - Champion en 2017 - Vice-champion en - Coupe de Mayotte de football (3) - Vainqueur en 197?, 2006 et 2016 - Finaliste en - Super Coupe de Mayotte (1) - Vainqueur en 2016 |                  | - Championnat Féminin Régional 1 (1) - Vice-championne en 2013 - Coupe de Mayotte |

Source